# Karen Black
Karen Blanche Ziegler, coneguda artísticament com a Karen Black (Park Ridge, Illinois, 1 de juliol del 1939 – Santa Monica, Califòrnia, 8 d'agost del 2013) va ser una actriu, guionista i cantautora estatunidenca. Va ser coneguda internacionalment per haver aparegut en pel·lícules com Easy Rider, Five Easy Pieces, El gran Gatsby, The Day of the Locust, Nashville, Airport 1975 i en l'última pel·lícula d'Alfred Hitchcock: Family Plot. Durant la seva carrera artística, va guanyar dos Globus d'Or (de tres nominacions) i una nominació als Oscar a la millor actriu secundària el 1970.

## Biografia
El 1954, va començar els seus estudis a la Universitat de Northwestern a Evanston durant dos anys, a l'edat de 15. Posteriorment, es va traslladar a Nova York on apareixeria en una producció d'Off-Broadway.
Black va debutar el 1959 en The Prime Time amb un petit paper. El 1973, va compondre i va interpretar el tema central de la pel·lícula The Pyx.
El 1970, l'actriu va compartir cartell juntament amb Jack Nicholson en Five Easy Pieces, amb la qual va ser nominada a un Oscar. El 1974, va interpretar Nancy Pryor, l'hostessa que es va veure obligada a aterrar un avió en Airport 1975. El mateix any interpretaria diferents papers en diversos segments dels telefilmes de Trilogy of Terror.
En els dos anys següents, Black va aconseguir papers en diverses pel·lícules dirigides per directors de gran prestigi que es van fixar en ella, una d'aquestes va ser The Day of the Locust, dirigida per John Schlesinger, en què interpretaria una actriu aspirant a Hollywood; en Nashville de Robert Altman va fer de cantant country i de segrestadora en la pel·lícula de Hitchcoock: Family Plot. També va protagonitzar, juntament amb Bette Davis, la pel·lícula de terror Burnt Offerings.
El 2009, Black es va reunir amb Steve Balderson per a la filmació de Stuck! (homenatge al film noir sobre dones empresonades), la qual va ser protagonitzada per Mink Stole, Pleasant Gehman i Jane Wiedlin. El 2010, va fer aparició en la pel·lícula de John Landis: Some Guy Who Kills People.

### Vida personal

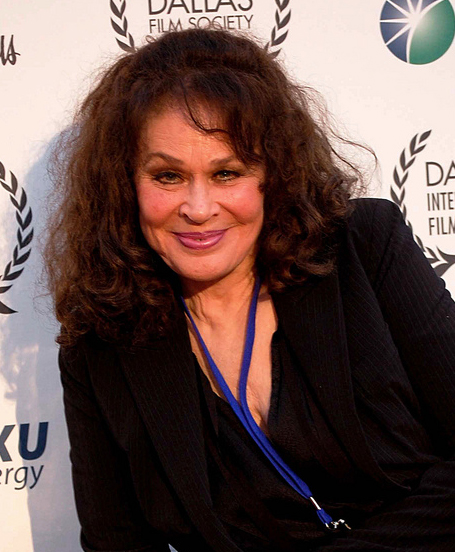
El 2010

Black va estar casada en quatre ocasions: amb Charles Black des de 1955 fins a 1962; el 1973, va contreure matrimoni amb Robert Burton fins a 1974. Un any més tard, va tornar a casar-se amb el guionista i actor L. M. Carson, amb qui va tenir un fill. Després de divorciar-se, es va casar amb Stephen Eckelberry el 1987, amb qui va tenir una filla adoptada.
Des dels anys 70, era membre de la cienciologia, juntament amb el seu marit malgrat els rumors que afirmaven el contrari.

### Defunció
El 8 d'agost de 2013 va morir a Santa Monica, Los Angeles, als 74 anys a causa d'un càncer de bufeta. La malaltia va ser diagnosticada el 2010, però no es va fer públic. Stephen Eckelberry, marit de l'actriu, va declarar en el seu perfil de Facebook "sentir-se desolat per la pèrdua de la seva dona i d'una gran amiga", a més d'agrair els ànims dels seus seguidors. Black va ser mare de tres fills: Hunter Carson, Celine Eckelberry i Diane Koehnemann Bay, i àvia de sis (dos nets i quatre besnets).

## Filmografia

### Cinema
| Any  | Títol                                                                        | Paper                                            | Notes                                                                                    |
| ---- | ---------------------------------------------------------------------------- | ------------------------------------------------ | ---------------------------------------------------------------------------------------- |
| 1960 | The Prime Time                                                               | Betty                                            |                                                                                          |
| 1966 | Ara ja ets tot un home (You're a Big Boy Now)                                | Amy Partlett                                     |                                                                                          |
| 1969 | Hard Contract                                                                | Ellen                                            |                                                                                          |
| 1969 | Easy Rider                                                                   | Karen                                            |                                                                                          |
| 1970 | Five Easy Pieces                                                             | Rayette Dipesto                                  | Globus d'Or a la millor actriu secundària Nominada − Oscar a la millor actriu secundària |
| 1971 | L'últim partit (Drive, He Said)                                              | Olive                                            |                                                                                          |
| 1971 | El duel (A Gunfight)                                                         | Jenny Simms                                      |                                                                                          |
| 1971 | Born to Win                                                                  | Parm                                             |                                                                                          |
| 1972 | Cisco Pike                                                                   | Sue                                              |                                                                                          |
| 1972 | Portnoy's Complaint                                                          | Mary Jane Reid - The Monkey                      |                                                                                          |
| 1973 | The Pyx                                                                      | Elizabeth Lucy                                   |                                                                                          |
| 1973 | The Outfit                                                                   | Bett Harrow                                      |                                                                                          |
| 1974 | Rhinoceros                                                                   | Daisy                                            |                                                                                          |
| 1974 | El gran Gatsby (The Great Gatsby)                                            | Myrtle Wilson                                    | Globus d'Or a la millor actriu secundària                                                |
| 1974 | Law and Disorder                                                             | Gloria                                           |                                                                                          |
| 1974 | Airport 1975                                                                 | Nancy Pryor                                      |                                                                                          |
| 1975 | Trilogy of Terror                                                            | Julie Millicent Larimore Therese Larimore Amelia |                                                                                          |
| 1975 | El dia de la llagosta (The Day of the Locust)                                | Faye Greener                                     | Nominada − Globus d'Or a la millor actriu dramàtica                                      |
| 1975 | Nashville                                                                    | Connie White                                     |                                                                                          |
| 1976 | Family Plot                                                                  | Fran                                             |                                                                                          |
| 1976 | Burnt Offerings                                                              | Marian Rolf                                      | Festival Internacional de Cinema Fantàstic de Catalunya, millor actriu                   |
| 1976 | Crime and Passions                                                           | Susan Winters                                    |                                                                                          |
| 1977 | Capricorn u (Capricorn One)                                                  | Judy Drinkwater                                  |                                                                                          |
| 1978 | In Praise of Older Women                                                     | Maya                                             |                                                                                          |
| 1978 | The Squeeze                                                                  | Clarisse Saunders                                |                                                                                          |
| 1979 | The Last Word                                                                | Paula Herbert                                    |                                                                                          |
| 1979 | Killer Fish                                                                  | Kate Neville                                     |                                                                                          |
| 1981 | Separate Ways                                                                | Valentine Colby                                  |                                                                                          |
| 1981 | Chanel Solitaire                                                             | Emilienne d'Alençon                              |                                                                                          |
| 1981 | Killing Heat                                                                 | Mary Turner                                      |                                                                                          |
| 1982 | Come Back to the Five and Dime, Jimmy Dean, Jimmy Dean                       | Joanne                                           |                                                                                          |
| 1982 | The Last Horror Film                                                         | Karen Black                                      | (no surt als crèdits)                                                                    |
| 1982 | Miss Right                                                                   | Amy                                              |                                                                                          |
| 1983 | Can She Bake a Cherry Pie?                                                   | Zee                                              |                                                                                          |
| 1984 | Bad Manners                                                                  | Gladys Fitzpatrick                               |                                                                                          |
| 1985 | The Blue Man                                                                 | Janus                                            |                                                                                          |
| 1985 | Savage Dawn                                                                  | Rachel                                           |                                                                                          |
| 1985 | Cut and Run                                                                  | Karin                                            |                                                                                          |
| 1985 | El dia d'en Martin (Martin's Day)                                            | Karen                                            |                                                                                          |
| 1986 | Invaders from Mars                                                           | Linda Magnusson                                  |                                                                                          |
| 1986 | Flight of the Spruce Goose                                                   | Gloria                                           |                                                                                          |
| 1987 | Hostage                                                                      | Laura Lawrence                                   |                                                                                          |
| 1988 | The Invisible Kid                                                            | Mom Deborah                                      |                                                                                          |
| 1988 | Dixie Lanes                                                                  | Zelma Putnam                                     |                                                                                          |
| 1988 | Out of the Dark                                                              | Ruth Wilson                                      |                                                                                          |
| 1988 | The Legendary Life of Ernest Hemingway                                       | Martha Gelhorn                                   |                                                                                          |
| 1989 | Homer and Eddie                                                              | Belle                                            |                                                                                          |
| 1990 | Mirror, Mirror                                                               | Susan Gordon                                     |                                                                                          |
| 1990 | The Children                                                                 | Sybil Lullmer                                    |                                                                                          |
| 1990 | Club Fed                                                                     | Sally Rich                                       |                                                                                          |
| 1990 | Zapped Again!                                                                | Substitute Teacher                               |                                                                                          |
| 1990 | Overexposed                                                                  | Mrs. Trowbridge                                  |                                                                                          |
| 1990 | Twisted Justice                                                              | Mrs. Granger                                     |                                                                                          |
| 1990 | Night Angel                                                                  | Rita                                             |                                                                                          |
| 1990 | Evil Spirits                                                                 | Ella Purdy                                       |                                                                                          |
| 1991 | The Roller Blade Seven                                                       | Tarot                                            |                                                                                          |
| 1991 | Rubin and Ed                                                                 | Rula                                             |                                                                                          |
| 1991 | Children of the Night                                                        | Karen Thompson                                   |                                                                                          |
| 1992 | Return of the Roller Blade Seven                                             | Tarot                                            |                                                                                          |
| 1992 | The Double 0 Kid                                                             | Mrs. Elliot                                      |                                                                                          |
| 1992 | Tuesday Never Comes                                                          | Michelle                                         |                                                                                          |
| 1992 | Caged Fear                                                                   | Blanche                                          |                                                                                          |
| 1992 | Judgment                                                                     | Tiffany Powers                                   |                                                                                          |
| 1992 | Aunt Lee's Meat Pies                                                         | Aunt Lee                                         |                                                                                          |
| 1993 | Bound and Gagged: A Love Story                                               | Carla                                            |                                                                                          |
| 1993 | The Trust                                                                    | Maria Vandermeer                                 |                                                                                          |
| 1993 | Dark Blood                                                                   | Motel Woman                                      |                                                                                          |
| 1995 | Plan 10 from Outer Space                                                     | Nehor                                            |                                                                                          |
| 1995 | Distributiontruck                                                            | Bertha                                           |                                                                                          |
| 1995 | The Wacky Adventures of Dr. Boris and Nurse Shirley                          | Evelyn                                           |                                                                                          |
| 1996 | Crimetime                                                                    | Millicent                                        |                                                                                          |
| 1996 | Els nens de les panotxes: La reunió (Children of the Corn IV: The Gathering) | June Rhodes                                      |                                                                                          |
| 1996 | Sister Island                                                                | Rose Walsh                                       |                                                                                          |
| 1996 | Movies Money Murder                                                          | Bettie                                           |                                                                                          |
| 1996 | Every Minute is Goodbye                                                      | Schubert                                         |                                                                                          |
| 1996 | Dinosaur Valley Girls                                                        | Ro-Kell                                          |                                                                                          |
| 1997 | Dogtown                                                                      | Rose Van Horn                                    |                                                                                          |
| 1997 | Conceiving Ada                                                               | Lady Byron Mare Coer                             |                                                                                          |
| 1997 | Stir                                                                         | Dr. Gabrielle Kessler                            |                                                                                          |
| 1997 | Men                                                                          | Alex                                             |                                                                                          |
| 1998 | Fallen Arches                                                                | Lucy Romano                                      |                                                                                          |
| 1998 | Charades                                                                     | Jude                                             |                                                                                          |
| 1998 | I Woke Up Early The Day I Died                                               | Whip Lady                                        |                                                                                          |
| 1998 | Bury the Evidence                                                            | The Mother                                       |                                                                                          |
| 1998 | Malaika                                                                      | Jessica Martin                                   |                                                                                          |
| 1998 | Waiting for Dr. MacGuffin                                                    | Dental Assistant                                 | Curt                                                                                     |
| 1998 | Stripping for Jesus                                                          |                                                  | Curt                                                                                     |
| 1999 | The Underground Comedy Movie                                                 | Mother                                           |                                                                                          |
| 1999 | Mascara                                                                      | Aunt Eloise                                      |                                                                                          |
| 1999 | Paradise Cove                                                                | Ma                                               |                                                                                          |
| 2000 | Red Dirt                                                                     | Tia Summer                                       |                                                                                          |
| 2000 | Oliver Twisted                                                               | Mrs. Mary Happ                                   |                                                                                          |
| 2001 | Gypsy 83                                                                     | Bambi LeBleau                                    |                                                                                          |
| 2001 | Soulkeeper                                                                   | Magnificent Martha                               |                                                                                          |
| 2001 | The Donor                                                                    | Mrs. Springle                                    |                                                                                          |
| 2001 | Hard Luck                                                                    | Aunt Judy                                        |                                                                                          |
| 2002 | Teknolust                                                                    | Dirty Dick                                       |                                                                                          |
| 2002 | Buttleman                                                                    | Mrs. Buttleman                                   |                                                                                          |
| 2002 | Curse of the Forty-Niner                                                     | Aunt Nelly                                       |                                                                                          |
| 2003 | Summer Solstice                                                              | Dr. Sally McDermott                              |                                                                                          |
| 2003 | House of 1000 Corpses                                                        | Mare Firefly                                     |                                                                                          |
| 2003 | Paris                                                                        | Chantrelle                                       |                                                                                          |
| 2004 | America Brown                                                                | Marianne Brown                                   |                                                                                          |
| 2004 | Birth of Industry                                                            | Sara                                             | Curt                                                                                     |
| 2005 | Firecracker                                                                  | Sandra Eleanor                                   |                                                                                          |
| 2005 | My Suicidal Sweetheart                                                       | Grace's Mom                                      |                                                                                          |
| 2005 | Trailer for a Remake of Gore Vidal's Caligula                                | Agrippina                                        | Curt                                                                                     |
| 2005 | Dr. Rage                                                                     | Molly                                            |                                                                                          |
| 2006 | Hollywood Dreams                                                             | Luna                                             |                                                                                          |
| 2006 | Whitepaddy                                                                   | Mrs. Leider                                      |                                                                                          |
| 2006 | Read You Like a Book                                                         | Kate                                             |                                                                                          |
| 2007 | Suffering Man's Charity                                                      | Renee                                            |                                                                                          |
| 2007 | One Long Night                                                               | Barbara                                          |                                                                                          |
| 2008 | Watercolors                                                                  | Mrs. Martin                                      |                                                                                          |
| 2008 | A Single Woman                                                               | Storyteller                                      |                                                                                          |
| 2008 | Contamination                                                                | Mavis                                            |                                                                                          |
| 2008 | The Blue Tooth Virgin                                                        | Zena                                             |                                                                                          |
| 2009 | Double Duty                                                                  | Annabelle                                        |                                                                                          |
| 2009 | First Time Long Time                                                         | Dr. Shneidel                                     | Curt                                                                                     |
| 2009 | Irene in Time                                                                | Sheila Shivvers                                  |                                                                                          |
| 2009 | Repo Chick                                                                   | Aunt de la Chasse                                |                                                                                          |
| 2009 | Stuck!                                                                       | Next Door Neighbor Lady                          |                                                                                          |
| 2009 | Meet the Eye                                                                 |                                                  | Curt                                                                                     |
| 2010 | Nothing Special                                                              | May                                              |                                                                                          |
| 2011 | Some Guy Who Kills People                                                    | Ruth Boyd                                        |                                                                                          |
| 2011 | Letters from the Big Man                                                     | Sean's Colleague                                 |                                                                                          |
| 2011 | OowieWanna                                                                   | The Donna                                        | Curt                                                                                     |
| 2011 | Maria My Love                                                                | Maria                                            |                                                                                          |
| 2012 | Vacationland                                                                 | Louise Bergen                                    |                                                                                          |
| 2012 | Mommy's Little Monster                                                       | Mrs. Melnick                                     |                                                                                          |
| 2012 | Warnings from the Bathtub                                                    | Mother                                           | Curt                                                                                     |
| 2013 | Ooga Booga                                                                   | Mrs. Allardyce                                   |                                                                                          |
| 2013 | She Loves Me Not                                                             | Karla                                            |                                                                                          |
| 2014 | Wild in Blue                                                                 | Justine                                          |                                                                                          |
| 2014 | A Walk Into a Split Mind                                                     | Karen                                            |                                                                                          |